# Pholcus helenae
Pholcus helenae là một loài nhện trong họ Pholcidae. Loài này có ở quần đảo Canaria.